# Taylor Kitsch

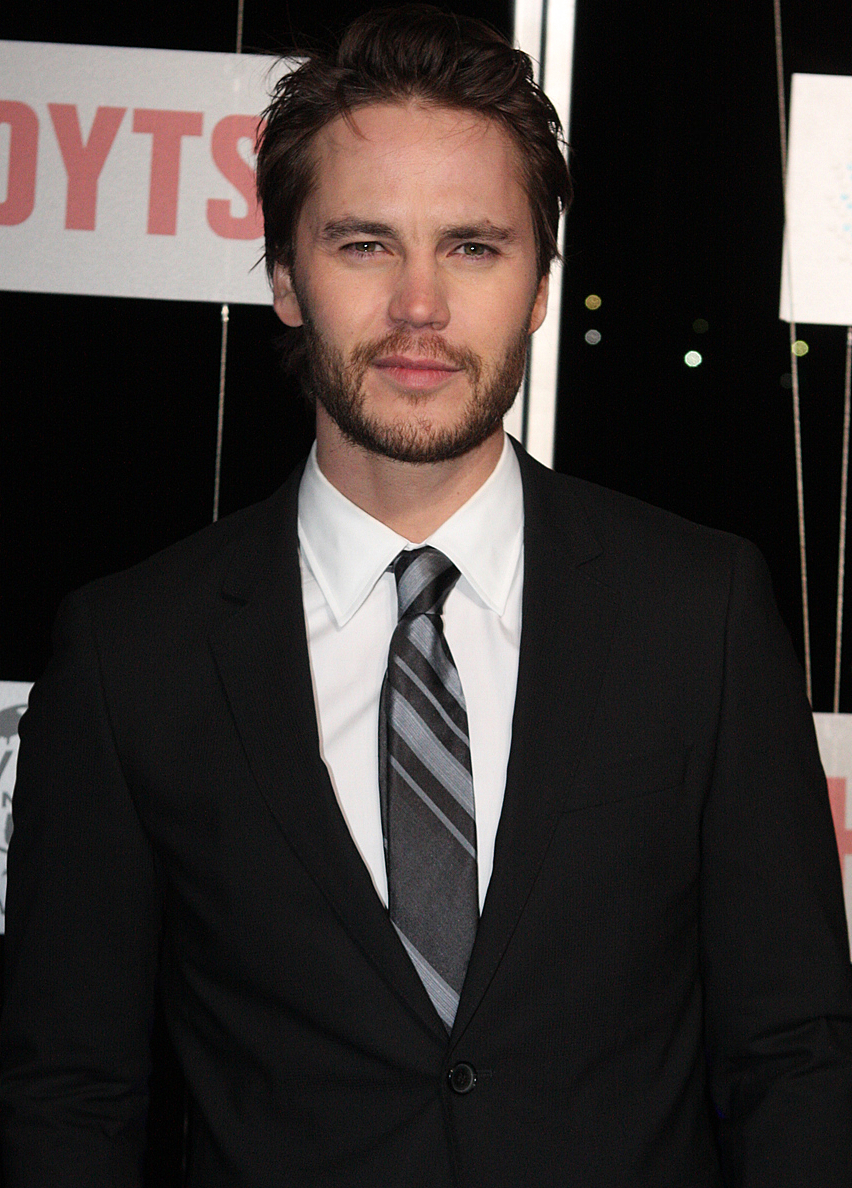
Taylor Kitsch (2012)

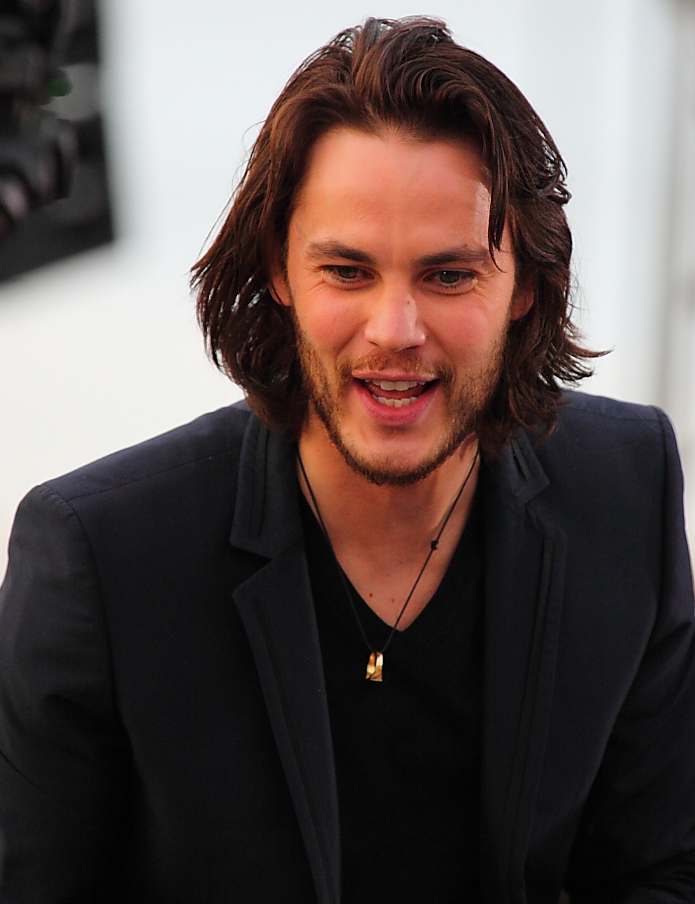
Taylor Kitsch auf der Premiere von X-Men Origins: Wolverine (2009)

Taylor Kitsch (* 8. April 1981 in Kelowna, British Columbia) ist ein kanadischer Film- und Fernsehschauspieler.

## Leben und Karriere
Taylor Kitsch spielte in seiner Jugend zunächst Eishockey bei den „Langley Hornets“ in der BCHL. Im Jahr 2002 erlitt er eine schwere Knieverletzung und musste seine Sportlerkarriere beenden. Er zog nach New York und studierte Schauspiel bei der IMG. Während dieser Zeit arbeitete er gleichzeitig als Model u. a. für Abercrombie & Fitch und Diesel und machte außerdem eine Ausbildung zum Ernährungsberater und Personal Trainer.
Von 2004 bis 2006 stand er bei Untitled Entertainment, einer amerikanischen Filmfirma unter Vertrag. 2007 unterzeichnete er einen Vertrag bei WME Agency.
Er spielte von 2006 bis 2011 die Rolle des Tim Riggins in der Emmy-nominierten NBC-Serie Friday Night Lights, die durch den gleichnamigen Film aus dem Jahr 2004 inspiriert wurde. Für diese Rolle wurde er sowohl 2007 als auch 2008 für den Teen Choice Award nominiert.
Im Februar 2008 unterschrieb Kitsch für die Rolle des Mutanten Gambit in der Comicverfilmung X-Men Origins: Wolverine. Der Ableger der X-Men-Trilogie (2000–2006) erzählt die Vorgeschichte des X-Men Wolverine, dargestellt von Hugh Jackman."
2009 wurde er von Steven Silver für dessen Film The Bang Bang Club mit Ryan Phillippe für die Rolle von Kevin Carter engagiert. Die Premiere des Films fand 2010 auf dem Toronto International Film Festival statt.
Im Januar 2010 begannen die Dreharbeiten für die Verfilmung der Sci-Fi-Romanreihe John Carter vom Mars mit Lynn Collins, einer Nebendarstellerin aus X-Men Origins: Wolverine. Kitsch spielt darin die Hauptfigur John Carter. Der Film erschien 2012 im Kino. Durch den verspäteten Beginn der Dreharbeiten erschien er in der fünften Staffel von Friday Night Lights nur noch als Gastdarsteller. Ende August 2011 begannen die Dreharbeiten für die Universal Pictures Production Battleship. Regie führte, wie auch in Friday Night Lights Peter Berg.
In der 2013 erschienenen Verfilmung Lone Survivor, die die Geschehnisse der Operation Red Wings zeigte, spielte er – erneut unter der Regie von Peter Berg – den Ex-Navy-SEAL Michael P. Murphy. In der zweiten Staffel der US-Erfolgsserie True Detective aus dem Jahr 2015 hat der Mime den Part des Officer Paul Woodrugh inne. Weitere Film- und Fernsehrollen folgten.

## Filmografie (Auswahl)
- 2006: Godiva’s (Fernsehserie, Folge 2x02)
- 2006: Kyle XY (Fernsehserie, Folge 1x01)
- 2006: Rache ist sexy (John Tucker Must Die)
- 2006: Snakes on a Plane
- 2006: Der Pakt (The Covenant)
- 2006–2011: Friday Night Lights (Fernsehserie, 68 Folgen)
- 2008: Gospel Hill
- 2009: X-Men Origins: Wolverine
- 2010: The Bang Bang Club
- 2012: John Carter – Zwischen zwei Welten (John Carter)
- 2012: Battleship
- 2012: Savages
- 2013: Die große Versuchung – Lügen bis der Arzt kommt (The Grand Seduction)
- 2013: Lone Survivor
- 2014: The Normal Heart
- 2015: True Detective (Fernsehserie, 8 Folgen)
- 2017: American Assassin
- 2017: No Way Out – Gegen die Flammen (Only the Brave)
- 2018: Waco (Fernsehserie, 6 Folgen)
- 2019: 21 Bridges
- 2020: Schatten der Mörder – Shadowplay (Fernsehserie)
- 2022: The Terminal List – Die Abschussliste (Fernsehserie)
- 2023: Painkiller (Miniserie, 6 Folgen)
- 2023: Waco: The Aftermath (Miniserie, Folge 5x02)
- 2025: American Primeval (Miniserie)

## Auszeichnungen
Critics’ Choice Television Award
- 2024: Nominierung als Bester Nebendarsteller in einem Fernsehfilm oder einer Miniserie (Painkiller)